# Tokha Chandeswori
Tokha Chandeswori (nep. टोखा चण्डेश्वरी) – gaun wikas samiti w środkowej części Nepalu w strefie Bagmati w dystrykcie Katmandu. Według nepalskiego spisu powszechnego z 2001 roku liczył on 570 gospodarstw domowych i 3542 mieszkańców (1830 kobiet i 1712 mężczyzn).